# Сам (филм)
Сам је југословенски филм први пут приказан 12. марта 1959. године. Режирао га је Владимир Погачић који је написао и сценарио.

## Радња
У непријатељском обручу партизански одред остаје. Сам је и комесар који умире док му се привиђа мајка, сам је и командир којег одред окривљује за свој безизлазан положај. Пакао на бојишту и у људима увећава рађање детета које доноси на свет једина преживела жена у одреду. Неколицина преживелих одлучи покушати пробој кроз обруч како би спасили дете.

## Улоге
| Глумац                 | Улога                     |
| ---------------------- | ------------------------- |
| Никола Симић           | Чавка                     |
| Милан Пузић            | Командант Петар           |
| Павле Вуисић           | Сарач                     |
| Северин Бијелић        | Командир                  |
| Радмила Андрић         | Рада                      |
| Милорад Миша Волић     | Кувар Брка (као М. Волић) |
| Милан Срдоч            | Лекар Тоза (као М. Срдоч) |
| Фрања Живни            | (као Ф. Живни)            |
| Бранимир Тори Јанковић | (као Б. Јанковић)         |

Остале улоге  ▼
| Глумац           | Улога                           |
| ---------------- | ------------------------------- |
| Иван Јонаш       | (као И. Јонаш)                  |
| Ђорђе Јелисић    | Комесар (као Ђ. Јелисић)        |
| Зоран Марјановић | Кицка (као З. Марјановић)       |
| Милан Панић      | Немачки поручник (као М. Панић) |
| Тугомир Костић   |                                 |

Комплетна филмска екипа  ▼
| Редитељ                   | Владимир Погачић     |                                           |
| Сценариста                | Владимир Погачић     | (писац)                                   |
| Сценариста                | Михајло Реновчевић   | (новела)                                  |
| Продуцент                 | Ивица Гај            | лајн продуцент                            |
| Композитор                | Бојан Адамич         |                                           |
| Директор фотографије      | Александар Секуловић |                                           |
| Монтажер                  | Милада Рајшић — Леви | (као Милада Леви)                         |
| Сценограф                 | Властимир Гаврик     |                                           |
| Декоратер сцене           | Абдула Фетовски      | (као А. Фетовски)                         |
| Одсек за шминку           | Зорица Рандић        | шминкерка (као Зорица Костелник)          |
| Менаџер продукције        | Ивица Гај            | вођа снимања                              |
| Менаџер продукције        | Младен Тодић         | директор филма                            |
| Помоћник режије           | Светислав Павловић   | други помоћник редитеља (као С. Павловић) |
| Помоћник режије           | Здравко Рандић       | први помоћник редитеља (као З. Рандић)    |
| Одсек за звук             | Миодраг Недић        | тон мајстор                               |
| Одсек за звук             | Наташа Живковић      | асистент тонског сниматеља                |
| Специјални ефекти         | Зоран Ђорђевић       | пиротехничар (као З. Ђорђевић)            |
| Одсек за камеру и расвету | Ђорђе Јовчић         | вођа расвете (као Ђ. Јовчић)              |
| Одсек за камеру и расвету | Милан Милијановић    | пратилац камере                           |
| Одсек за камеру и расвету | Душан Недељковић     | пратилац камере                           |
| Одсек за камеру и расвету | Душан Вукелић        | фотограф (као Д. Вукелић)                 |
| Одсек за костим           | Борка Субарановић    | гардеробер                                |
| Остала екипа              | Десанка Погачић      | секретар режије (као Деја Погачић)        |
| Остала екипа              | Младен Тодић         | администратор                             |

## Награде
На фестивалу у Пули филм је добио награде за најбољу фотографију и тон.

## Културно добро
Југословенска кинотека је, у складу са својим овлашћењима на основу Закона о културним добрима, 28. децембра 2016. године прогласила сто српских играних филмова (1911-1999) за културно добро од великог значаја. На тој листи се налази и филм "Сам".